# Gersemia
Gersemia is een geslacht van neteldieren uit de klasse van de Anthozoa (bloemdieren).

## Soorten
- Gersemia antarctica (Kükenthal, 1902)
- Gersemia carnea Verrill
- Gersemia clavata (Danielssen, 1887)
- Gersemia crassa (Danielssen, 1887)
- Gersemia danielsseni (Studer, 1891)
- Gersemia fruticosa Sars, 1860
- Gersemia hicksoni (Gravier, 1913)
- Gersemia japonica (Kükenthal, 1906)
- Gersemia lambi Williams, 2013
- Gersemia loricata von Marenzeller, 1878
- Gersemia marenzelleri Kükenthal, 1906
- Gersemia mirabilis (Danielssen, 1887)
- Gersemia rubiformis (Ehrenberg, 1834)
- Gersemia studeri Verrill
- Gersemia uvaeformis (May, 1900)